# Sabine Seelbach
Sabine Seelbach, geb. Heimann (* 26. Februar 1960 in Berlin) ist eine deutsche germanistische Mediävistin und Frühneuzeit-Forscherin.

## Werdegang
Sabine Seelbach studierte Germanistik und Philosophie an der Universität Leipzig, wo sie 1986 promoviert wurde. Danach arbeitete sie als wissenschaftliche Mitarbeiterin am Lehrstuhl für Ältere deutsche Literatur in Leipzig, am Fachbereich Sprachgeschichte des Zentralinstituts für Sprachwissenschaft an der Akademie der Wissenschaften zu Berlin und im Sonderforschungsbereich 231 der DFG an der Universität Münster. 1999 erfolgte die Habilitation in Heidelberg. Nach befristeten Gastprofessuren u. a. in Osnabrück, Freiburg i. Br. und Wien wurde sie  2011 auf die Universitätsprofessur für Ältere deutsche Literatur und Sprache an der Alpen-Adria-Universität Klagenfurt berufen.
2009 wurde sie für den Max-Planck-Forschungspreis für „Historische Gedächtnisforschung“ nominiert.

## Forschungsschwerpunkte
- deutscher Frühhumanismus
- Diskursinterferenzen volkssprachiger Literatur des Mittelalters (Recht, Philosophie)
- Historische Gedächtnisforschung
- Editionswissenschaft
- Erzähltheorie
- höfischer Roman
- historische Hilfswissenschaften (insbesondere Paläographie und Kodikologie)
- Wissensliteratur und Fachprosaforschung
- Konfliktkulturen des Mittelalters

## Publikationen
- 40. Symposium zur Geschichte Millstatts und Kärntens. Berlin 2023, ISBN 978-3-7329-0953-7
- mit Lucie Dolezalova (Hrsg.): Neighbours in the Landscape of Memory: Encounters – Juxtapositions – Mutual Influence. Daphnis-Sonderheft 2022.
- mit Ulrich Seelbach (Hrsg.): Der Dreißigjährige Krieg – Ereignis und Narration. Daphnis-Sonderheft 2019.
- mit Angelika Kemper (Hrsg.): Documenta mnemonica 3. Zentrale Gedächtnislehren des Spätmittelalters. Frühe Neuzeit Band 217. 2018 ISBN 9783110564518
- mit Gerhild Zaminer (Hrsg.): Sehnsuchtsort Mittelalter. Moderne Befindlichkeiten und alte Texte. ide 3 (2016).
- Die Legende der heiligen Hedwig. In der Übersetzung des Kilian von Meiningen. Aschendorff-Verlag, Münster 2016, ISBN 978-3-402-13139-8.
- mit Rafal Wojcik (Hrsg.): Ars memorativa in Central Europe. Daphnis 41 (2012, recte 2014). ISBN 978-90-420-3816-5
- Wirnt von Gravenberg: Wigalois. Text der Ausgabe von J.M.N. Kapteyn, übersetzt, erläutert und mit einem Nachwort versehen von Sabine Seelbach und Ulrich Seelbach. 2., erweiterte Auflage. Berlin / New York 2014, ISBN 978-3-11-034793-7.
- mit Alexander Schwarz u. a. (Hrsg.): Kontakt und Transfer in der Sprach- und Literaturgeschichte des Mittelalters und der Frühen Neuzeit. Sektion 51 des XII. Internationalen Germanistenkongresses Vielheit und Einheit der Germanistik weltweit Warschau, 30. Juli – 7. August 2010. Bd. 4. Frankfurt am Main. Bern 2012. ISBN 978-3-653-02303-9
- mit Alexander Schwarz (Hrsg.): Translationes. Dekontextualisierung und Rekontextualisierung in vormoderner Literatur. Amsterdam / New York 2011, ISBN 978-90-420-3529-4.
- Labiler Wegweiser: Studien zur Kontingenzsemantik in der erzählenden Literatur des Hochmittelalters. (= Beihefte zum Euphorion. Band 58). Heidelberg 2010, ISBN 978-3-8253-5729-0.
- mit Thomas Althaus (Hrsg.): Salomo in Schlesien. Beiträge zum 400. Geburtstag Friedrich von Logaus (1605-2005). (= CHLOE. Beihefte zum Daphnis. Band 39). Amsterdam 2006, ISBN 90-420-2066-0.
- Ars und scientia. Genese, Überlieferung und Funktionen der mnemotechnischen Traktatliteratur des 15. Jahrhunderts. Habilitationsschrift. (= Frühe Neuzeit. Band 58). Tübingen 2000, ISBN 3-484-36558-7.
- mit Marion Marquard u. a. (Hrsg.): Kritische Fragen an die Tradition. Festschrift für Claus Träger zum 70. Geburtstag. Stuttgart 1997. ISBN 978-3-88099-345-7
- Begriff und Wertschätzung der menschlichen Arbeit bei Sebastian Brant und Thomas Murner. (= Stuttgarter Arbeiten zur Germanistik. Nr. 225). Stuttgart 1990, ISBN 3-88099-229-0
- mit Gotthardt Lerchner u. a. (Hrsg.): Soziokulturelle Kontexte der Sprach- und Literaturentwicklung. Festschrift für Rudolf Große zum 65. Geburtstag. Stuttgart 1989. ISBN 978-3-88099-235-1